# Agrodiaetus altaiensis
Agrodiaetus altaiensis är en fjärilsart som beskrevs av Forster 1956. Agrodiaetus altaiensis ingår i släktet Agrodiaetus och familjen juvelvingar. Inga underarter finns listade i Catalogue of Life.